# Got to Be There
Got to Be There je sólové debutové album tehdy teenagera Michaela Jacksona, vydané v Motown Records v lednu 1972. Obsahuje i stejnojmennou skladbu, která byla vydána koncem roku 1971 jako sólový debutový singl.

## Seznam skladeb
1. "Ain't No Sunshine" (Withers) (originál nazpíval Bill Withers)
2. "I Wanna Be Where You Are" (Ware/Ross)
3. "Girl Don't Take Your Love From Me" (Hutch)
4. "In Our Small Way" (Verdi/Yarian)
5. "Got to Be There" (Willensky)
6. "Rockin' Robin" (Thomas) (originál nazpíval Bobby Day)
7. "Wings of My Love" (Corporation)
8. "Maria (You Were the Only One)" (Brown/Glover/Gordy/Story)
9. "Love Is Here and Now You're Gone" (Holland-Dozier-Holland) (originál nazpívali The Supremes)
10. "You've Got a Friend" (King) (originál nazpívala Carole King)

## Singly
1. "Got to Be There" - #4 Billboard Pop Singles; #4 Hot Soul Singles, #14 Easy Listening Singles Chart
2. "Rockin' Robin" - #2 Billboard Pop Singles; #2 Hot Soul Singles
3. "I Wanna Be Where You Are" - #16 Billboard Pop Singles; #2 Hot Soul Singles